# S/S Värmdö
Ångfartyget Värmdö av Stockholm sänktes vid flyganfall den 30 maj 1942 utanför den nederländska kusten. Sju personer omkom varav två tyska lotsar.

## Historik
Värmdö var byggd 1901 vid Rodgers varv i Port Glasgow till ett österrikiskt-ungerskt rederi, Societá di Navigazione á Vapori Eredi Matteo Premuda och hörde hemma i Lussinpiccolo vid Adriatiska havet samt bar namnet Archiduchesa Maria Teresa efter ärkehertiginnan av Österrike. Under första världskriget blev ångaren fastlåst i Stockholm, där hon köptes för 950 000 tyska riksmark, men såldes åter till ett norskt rederi och fick namnet Primula.
Under svensk flagg kom ångaren 1920, då den köptes av Norrköpings rederi AB och omdöptes till Storvik. 1930 kolliderade Storvik vid Farfarsgrund utanför Sandhamn med Sockerbolagets motorfartyg Fringilla, vilket sjönk. Tolv man av besättningen räddades av Storvik, medan den trettonde, en mässpojke föll i vattnet och drunknade.
Storvik köptes 1934 av Rederi AB Rex och namnet ändrades till Värmdö. 1938 kolliderade Värmdö i Öresund med ångaren Jeanne M. av Cardiff, som sjönk. Dess besättning räddades av Galeasen Bröderna.

## Flyganfallet
Med last av järnmalm var Värmdö på resa från Västerås till Rotterdam i maj 1942. På natten den 30 maj gick Värmdö i en tysk konvoj och när denna befann sig utanför Den Helder, anfölls konvojen av allierade bombplan i klart väder och månsken. Konvojen som bestod av åtta fartyg, inklusive samma rederis fartyg S/S Nämdö, fullkomligen överöstes med bomber. Fyra av dem träffade Värmdö, som omedelbart började sjunka. En kvart efter bombanfallets början gick Värmdö jämte ett danskt och ett norskt fartyg till botten.
Efter sänkningen saknades fem personer av hennes besättning samt två tyska lotsar, som kort före anfallet gått ombord på Värmdö. Den övriga delen av besättningen räddades och infördes till nederländsk hamn.